# Triphragmiopsis jeffersoniae
Triphragmiopsis jeffersoniae är en svampart som beskrevs av Naumov 1914. Triphragmiopsis jeffersoniae ingår i släktet Triphragmiopsis,  och familjen Raveneliaceae.  Arten har inte påträffats i Sverige. Inga underarter finns listade.